# 高知県の市町村章一覧
高知県の市町村章一覧（こうちけんのしちょうそんしょういちらん）は、高知県内の市町村に制定されている、あるいは制定されていた市町村章の一覧である。なお、一覧の順序は全国地方公共団体コード順による。廃止された市町村章は廃止日から順に掲載している。

## 市部
| 市         | 市章 | 由来                                                                                | 制定日         | 備考                                 |
| ---------- | ---- | ----------------------------------------------------------------------------------- | -------------- | ------------------------------------ |
| 高知市     |      | 「高」を図案化したもの                                                              | 1920年2月15日  | 2代目の市章である                    |
| 室戸市     |      | 「ムロト」を図案化したもの                                                          | 1959年8月1日   |                                      |
| 安芸市     |      | 「あキ」を表したもの                                                                | 1955年6月14日  | 1955年2月8日に市章の当選が決定した   |
| 南国市     |      | 「ナ」を図案化したもの                                                              | 1961年2月11日  |                                      |
| 土佐市     |      | 「と」を図案化したもの                                                              | 1959年6月1日   |                                      |
| 須崎市     |      | 「ス」を円型波頭状に図案化したもの                                                  | 1955年6月3日   |                                      |
| 宿毛市     |      | 「ス」を図案化したもの                                                              | 1961年1月4日   |                                      |
| 土佐清水市 |      | 「シ水」を図案化し、「土」を表している                                              | 1955年1月25日  |                                      |
| 四万十市   |      | 「四」を図案化したもの                                                              | 2005年11月29日 | 色は青色と水色が指定されている       |
| 香南市     |      | 全体は「人が上方向へ指を差している」のを表し、内訳は「K」で身体・星で顔を表したもの | 2006年11月10日 | 色は青色・緑色・橙色が指定されている |
| 香美市     |      | 「カミ」を図案化したもの                                                            | 2006年3月1日   | 色は橙色・青色・緑色が指定されている |

## 町村部
| 郡     | 町村     | 町村章 | 由来                                           | 制定日         | 備考                                                                                 |
| ------ | -------- | ------ | ---------------------------------------------- | -------------- | ------------------------------------------------------------------------------------ |
| 安芸郡 | 東洋町   |        | 「と」を図案化したもの                         | 1964年11月17日 |                                                                                      |
| 安芸郡 | 奈半利町 |        | 「ナハリ」を図案化したもの                     | 1966年         |                                                                                      |
| 安芸郡 | 田野町   |        | 「田の」を図案化したもの                       | 1963年3月      |                                                                                      |
| 安芸郡 | 安田町   |        | 「や」を花が開く様に表したもの                 | 1971年1月18日  |                                                                                      |
| 安芸郡 | 北川村   |        | 「北川」を図案化したもの                       | 1890年2月4日   |                                                                                      |
| 安芸郡 | 馬路村   |        | 魚梁瀬杉の中に「馬」を表している               | 未規定         | 馬路村章としては規定していないが、シンボルマークとして使用している                   |
| 安芸郡 | 芸西村   |        | 「芸西」を図案化したもの                       | 1969年6月      |                                                                                      |
| 長岡郡 | 本山町   |        | 青色の地色に桜の花と川を表している             | 1970年11月30日 | 色は青色と桃色が指定されている                                                       |
| 長岡郡 | 大豊町   |        | 「大」を図案化したもの                         | 1964年7月29日  | 大豊村章として制定され、町制施行時に継承される                                       |
| 土佐郡 | 土佐町   |        | 「土」を図案化したもの                         | 1964年7月24日  |                                                                                      |
| 土佐郡 | 大川村   |        | 「大」と北斗七星を表し、「川」を図案化したもの | 1916年4月7日   |                                                                                      |
| 吾川郡 | いの町   |        | 「いの」を図案化したもの                       | 2004年10月1日  | 伊野町制時の1956年6月14日に伊野町章として制定され、 合併し、いの町章として継承される |
| 吾川郡 | 仁淀川町 |        | 「に」を図案化したもの                         | 2005年9月12日  | 色は赤色・青色・緑色が指定されている                                                 |
| 高岡郡 | 中土佐町 |        | 「n」を図案化したもの                          | 2006年1月1日   | 色は青色・緑色に指定されている                                                       |
| 高岡郡 | 佐川町   |        | 「さ川」を図案化したもの                       | 1972年1月5日   | 色は紫色が指定されている                                                             |
| 高岡郡 | 越知町   |        | 「ヲ」を三つ組み合わせたもの                   | 昭和時代       |                                                                                      |
| 高岡郡 | 檮原町   |        | 津野公山の紋章を表し、「Y」を図案化したもの    | 1966年11月3日  |                                                                                      |
| 高岡郡 | 日高村   |        | 「ひ」を図案化したもの                         | 1966年2月15日  |                                                                                      |
| 高岡郡 | 津野町   |        | 「つの」を表している                           | 2005年2月1日   | 緑色・青色・赤色が指定されている                                                     |
| 高岡郡 | 四万十町 |        | 「四」を図案化したもの                         | 2006年3月20日  | 2005年11月16日から公表されている                                                     |
| 幡多郡 | 大月町   |        | 「大」を図案化したもの                         | 1957年11月3日  |                                                                                      |
| 幡多郡 | 三原村   |        | 今ノ山・「三原村」・「M」を図案化したもの      | 1972年9月1日   |                                                                                      |
| 幡多郡 | 黒潮町   |        | 「黒」を図案化したもの                         | 2006年9月6日   | 色は赤色・青色・緑色が指定されている                                                 |

## 廃止された市町村章
| 市郡   | 町村       | 市町村章 | 由来                                                                       | 制定日         | 廃止日        | 備考                                                 |
| ------ | ---------- | -------- | -------------------------------------------------------------------------- | -------------- | ------------- | ---------------------------------------------------- |
| 高知市 |            |          | 土佐山内氏の山内を表している                                               | 明治時代       | 1920年2月15日 | 初代の市章である                                     |
| 土佐郡 | 十六村     |          | 不明                                                                       | 不明           | 1928年4月1日  |                                                      |
| 吾川郡 | 吾北村     |          | 「吾」を図案化したもの                                                     | 1966年4月1日   | 2004年10月1日 |                                                      |
| 土佐郡 | 本川村     |          | 「本」を図案化したもの                                                     | 1980年7月1日   | 2004年10月1日 |                                                      |
| 土佐郡 | 鏡村       |          | 古代の鏡を象ったもの                                                       | 1929年11月10日 | 2005年1月1日  |                                                      |
| 土佐郡 | 土佐山村   |          | 正三角形の中に「土」を堂々と安定した形で表したもの                         | 1973年3月      | 2005年1月1日  |                                                      |
| 高岡郡 | 東津野村   |          | 「H」・「T」を組み合わせたもの                                             | 1965年頃       | 2005年2月1日  |                                                      |
| 高岡郡 | 葉山村     |          | 「ハ」を図案化したもの                                                     | 1966年8月30日  | 2005年2月1日  | 色は緑色が指定されている                             |
| 中村市 |            |          | 「中」を表したもの                                                         | 1955年3月2日   | 2005年4月10日 |                                                      |
| 幡多郡 | 西土佐村   |          | 「西（West）」・「と」を図案化したもの                                     | 1963年4月1日   | 2005年4月10日 |                                                      |
| 吾川郡 | 池川町     |          | 「イケ川」を図案化したもの                                                 | 1958年         | 2005年8月1日  |                                                      |
| 吾川郡 | 吾川村     |          | 「A」を図案化し、「川」を表している                                        | 1968年         | 2005年8月1日  |                                                      |
| 高岡郡 | 仁淀村     |          | 鳥形山と茶葉を表している                                                   | 1964年         | 2005年8月1日  |                                                      |
| 高岡郡 | 中土佐町   |          | 「な」を図案化し、左半分側で「と」を表したもの                             | 1971年2月      | 2006年1月1日  | 2代目の町章である                                    |
| 高岡郡 | 大野見村   |          | 「大」を図案化したもの                                                     | 1969年12月7日  | 2006年1月1日  |                                                      |
| 香美郡 | 赤岡町     |          | 過去に「丹陵」と呼ばれ、「丹」を図案化したもの                             | 1980年         | 2006年3月1日  | 色は赤色と青色が指定されている                       |
| 香美郡 | 香我美町   |          | 「か」を鳥型に図案化し、結びかつ組み合わせミカン（山北ミカン）を表したもの | 1966年10月29日 | 2006年3月1日  |                                                      |
| 香美郡 | 野市町     |          | 「の」を図案化したもの                                                     | 1962年4月1日   | 2006年3月1日  |                                                      |
| 香美郡 | 夜須町     |          | 「ヤス」を表している                                                       | 1964年5月      | 2006年3月1日  |                                                      |
| 香美郡 | 吉川村     |          | 「吉」の造形を表し、円満・発展・繁栄を意味ている                           | 1972年11月29日 | 2006年3月1日  | 合併後は香南市立吉川小学校の校章として使用されている |
| 香美郡 | 土佐山田町 |          | 「ト」を意匠化し、中に白字で「山」を構成したもの                           | 1963年2月15日  | 2006年3月1日  | 1963年4月16日に告示された                            |
| 香美郡 | 香北町     |          | 「か」を図案化したもの                                                     | 1961年         | 2006年3月1日  |                                                      |
| 香美郡 | 物部村     |          | 「M」・「V」を図案化したもの                                               | 1966年6月4日   | 2006年3月1日  |                                                      |
| 高岡郡 | 窪川町     |          | 「クボ」を図案化したもの                                                   | 1969年10月11日 | 2006年3月20日 |                                                      |
| 幡多郡 | 大正町     |          | 「大」を抽象的に表したもの                                                 | 1967年5月3日   | 2006年3月20日 |                                                      |
| 幡多郡 | 十和村     |          | 「T」・「W」を図案化したもの                                               | 1957年8月1日   | 2006年3月20日 | 1963年10月に再制定された                             |
| 幡多郡 | 佐賀町     |          | 「さが」を同時に組み合わせ、抽象し、図案化したもの                         | 1970年10月1日  | 2006年3月20日 |                                                      |
| 幡多郡 | 大方町     |          | 「大方」を図案化したもの                                                   | 1965年10月1日  | 2006年3月20日 |                                                      |
| 吾川郡 | 春野町     |          | 「ハルノ」を表したもの                                                     | 1956年9月30日  | 2008年1月1日  | 春野村章とし制定され、町制施行後に継承された         |

### 書籍
- 小学館辞典編集部 編『図典 日本の市町村章』（初版第1刷）小学館、2007年1月10日。ISBN 4095263113。
- 近藤春夫『都市の紋章 : 一名・自治体の徽章』行水社、1915年。NDLJP:955061
- 中川幸也『シリーズ人間とシンボル第2号「都市の旗と紋章」』中川ケミカル、1987年10月11日。
- 丹羽基二『日本の市章 （西日本）』保育社、1984年5月5日。
- 望月政治『都章道章府章県章市章のすべて』日本出版貿易株式会社、1973年7月7日。
- NHK情報ネットワーク『NHKふるさとデータブック8 [四国]』日本放送協会、1992年5月1日。

### 自治体書籍
- 鏡村史編集委員会『鏡村史』高知県土佐郡鏡村、1989年3月31日。
- 土佐山村史編集委員会『土佐山村史』高知県土佐郡土佐山村、1986年2月20日。
- 土佐山田町役場『土佐山田町例規集』高知県香美郡土佐山田町。
- 三原村役場『広報みはら 昭和47年9月1日号』高知県幡多郡三原村、1972年9月1日。
- 香北町教育委員会『香北町史』高知県香美郡香北町、2006年2月。
- 物部村『物部村閉村誌』高知県香美郡物部村、2006年。
- 吉川村史編纂委員会『吉川村史』高知県香美郡吉川村、1999年。
- 香我美町史編纂委員会『香我美町史 上』高知県香美郡香我美町、1985年4月。
- 香我美町史編纂委員会『香我美町史 下』高知県香美郡香我美町、1993年1月。
- 夜須町史編纂委員会『夜須町史 続編』高知県香美郡夜須町教育委員会、2006年2月。
- 安岡大六『新安田文化史』高知県安芸郡安田町、1975年。